# Nike Węgrów
PMKS Nike Węgrów – polska kobieca drużyna siatkarska z Węgrowa utworzona w 1983 roku, będąc jedną z sekcji Miejskiego Klubu Sportowego. Od 21 września 2012 roku klub działa jako Stowarzyszenie. Przed sezonem 2013/2014 sponsorem tytularnym została firma Sokołów S.A.
Wielokrotny medalista młodzieżowych mistrzostw Polski. Od 2017 roku zespół występuje w II lidze.

## Historia
Siatkarki Nike Węgrów wywodzą swą historię od Międzyszkolnego Klubu Sportowego działającego w Węgrowie od 1983 roku. Oprócz sekcji piłki siatkowej powołano także drużyny: piłki ręcznej, szachowej i tenisa stołowego. Początkowo klub prowadził drużyny młodzieżowe. Od sezonu 1993/1994 drużyna rywalizowała w III lidze, zaś już w kolejnym (1994/1995) w II lidze. W 1998 roku zespół wywalczył awans do ówczesnej najwyższej lidze rozgrywek - I ligi Serie A, gdzie przez rywalizował przez pięć kolejnych sezonów. Przed sezonem 2002/2003 klub został wycofany z rozgrywek ekstraklasy, a jego miejsce zajęła Wisła Kraków. Od momentu istnienia do 2001 roku klub na swoim koncie zanotował 20 medali (w tym 13 złotych) w młodzieżowych mistrzostwach Polski. W tym czasie trenerami byli Zbigniew Krzyżanowski, Robert Kupisz oraz Jacek Skrok. W trakcie sezonu 2006/2007 zawiązano Węgrowsko-Ostrołęckie Towarzystwo Piłki Siatkowej, na mocy którego zespół przeniesiono do Ostrołęki. Powodem takiego rozwiązania były względy finansowe. Miało to zaowocować kolejnymi sukcesami i grą na zapleczu ekstraklasy. Cele nie zostały zrealizowane, w związku z czym w 2012 roku podjęto decyzję o powrocie do Węgrowa.

### Sezon 2012/2013
Przed sezonem prezesem klubu został Wojciech Górecki, zaś trenerem Robert Kupisz. Zawiązano także stowarzyszenie, w którego składzie znaleźli się: były trener drużyny - Zbigniew Krzyżanowski, wychowanka Mariola Zenik oraz Jacek Stosio. Zespół zasiliły: Izabela Panufnik, Iga Kamińska oraz Paulina Drużna z juniorskiej Olimpii Węgrów, a także bardziej doświadczone Małgorzata Kupisz, Paulina Kupisz, Małgorzata Kozieł, Katarzyna Zabadała, Małgorzata Wawrzyńska, Ilona Kochan, Ada Surawska, Daria Wójcik, Marta Wójcik oraz Ilona Rogal.
Powrót kobiecej siatkówki do Węgrowa okazał się bardzo owocny. Drużyna Nike była niekwestionowanym liderem III ligi mazowieckiej seniorek przez cały sezon. Węgrowianki nie miały najmniejszych problemów z uzyskaniem awansu do II ligi. W półfinałach bez straty seta pokonały w turnieju rozgrywanym w Konstantynowie Łódzkim MKS 16 Łódź oraz gospodynie - UKS Lidera Konstantynów Łódzki. W turnieju finałowym przed wrocławską publicznością zawody wygrały węgrowianki, pokonując w ostatnim meczu gospodynie - KS Impel II Gwardię Wrocław 3:1. Wcześniej w takim samym stosunku zwyciężyły MKS Sokół Mogilno. Walkę o II ligę rozpoczęły od zwycięstwa w rozgrywkach o mistrzostwo wojewódzkie. Na 22 mecze rundy zasadniczej tylko dwa rozstrzygnęły się dopiero w tie-breaku. Pozostałe w szybkim tempie wygrywały węgrowianki. Zespół zanotował tylko jeden przegrany mecz w sezonie.

### 2013/2014
Przed zmaganiami w II lidze klub wzmocnił się kilkoma siatkarkami. Z AZS Politechniki Warszawskiej pozyskano Małgorzatę Zaciek, Beatę Mielczarek, Martę Gurtowską oraz Paulinę Snopkiewicz, a z AZSu Lingwistycznej Szkoły Wyższej Warszawa Anetę Gancarczyk.  Z Jedynki Aleksandrowa Łódzkiego dołączyła Marlena Mieszała, zaś ze Sparty Warszawa przeniosła się Izabela Kożon. W drużynie pozostały jedynie trzy zawodniczki z poprzedniego sezonu - Małgorzata Kupisz, Izabela Panufnik i Daria Wójcik. Do zespołu dołączyły także dwie młode siatkarki z Legionowa Natalia Dąbkowska oraz Anna Wądołkowska. Przed najważniejszym etapem rozgrywek klub wzmocniła wielokrotna reprezentantka  Polski - Joanna Szeszko. 
 Węgrowianki zrobiły kolejny krok do najwyższej klasy rozgrywkowej. Awansowały do I ligi, zajmując drugie miejsce w turnieju finałowym w Gorlicach, tuż za gospodyniami - KRS Ekstrimem Gorlice, z którymi Nike przegrało w stosunku 2:3. Zespół zanotował dwie wygrane w stosunku 3:1 z PLKS Pszczyna Jastrzębie Borynia oraz Chemikiem II Police. Wcześniej zajęły 1 miejsce w 3 grupie II ligi przegrywając zaledwie jeden mecz. Zespół wziął udział w Pucharze Polski. Swoje zmagania rozpoczął od zwycięstwa w III rundzie nad MLKS Roltex Zawiszą Sulechów. W kolejnej rundzie drużyna została wyeliminowana przez SMS PZPS Sosnowiec.
| Skład PMKS Sokołów S.A. Nike Węgrów w sezonie 2013/2014 | Skład PMKS Sokołów S.A. Nike Węgrów w sezonie 2013/2014 | Skład PMKS Sokołów S.A. Nike Węgrów w sezonie 2013/2014 | Skład PMKS Sokołów S.A. Nike Węgrów w sezonie 2013/2014 | Skład PMKS Sokołów S.A. Nike Węgrów w sezonie 2013/2014 | Skład PMKS Sokołów S.A. Nike Węgrów w sezonie 2013/2014 | Skład PMKS Sokołów S.A. Nike Węgrów w sezonie 2013/2014 | Skład PMKS Sokołów S.A. Nike Węgrów w sezonie 2013/2014 |
| Numer                                                   | Imię i nazwisko                                         | Data urodzenia                                          | Narodowość                                              | Wzrost                                                  | W klubie od                                             | Pozycja                                                 |                                                         |
| ------------------------------------------------------- | ------------------------------------------------------- | ------------------------------------------------------- | ------------------------------------------------------- | ------------------------------------------------------- | ------------------------------------------------------- | ------------------------------------------------------- | ------------------------------------------------------- |
| 1                                                       | Joanna Szeszko                                          | 14 czerwca 1974(dts)                                    | Polska                                                  | 181                                                     | 2014                                                    | przyjmująca                                             |                                                         |
| 2                                                       | Beata Mielczarek                                        | 12 marca 1991(dts)                                      | Polska                                                  | 177                                                     | 2013                                                    | przyjmująca                                             |                                                         |
| 3                                                       | Marlena Mieszała                                        | 2 maja 1977(dts)                                        | Polska                                                  | 188                                                     | 2013                                                    | środkowa                                                |                                                         |
| 4                                                       | Małgorzata Zaciek                                       | 4 lipca 1990(dts)                                       | Polska                                                  | 181                                                     | 2013                                                    | atakująca                                               |                                                         |
| 5                                                       | Anna Wądołkowska                                        | 9 maja 1996(dts)                                        | Polska                                                  | 177                                                     | 2013                                                    | rozgrywająca                                            |                                                         |
| 6                                                       | Natalia Dąbkowska                                       | 28 maja 1996(dts)                                       | Polska                                                  | 164                                                     | 2013                                                    | libero                                                  |                                                         |
| 7                                                       | Izabela Kożon                                           | 13 lipca 1988(dts)                                      | Polska                                                  | 180                                                     | 2013                                                    | przyjmująca                                             |                                                         |
| 8                                                       | Daria Wójcik                                            | 30 kwietnia 1995(dts)                                   | Polska                                                  | 169                                                     | 2012                                                    | uniwersalna                                             |                                                         |
| 9                                                       | Paulina Snopkiewicz                                     | 11 stycznia 1992(dts)                                   | Polska                                                  | 167                                                     | 2013                                                    | libero                                                  |                                                         |
| 10                                                      | Aneta Gancarczyk                                        | 16 sierpnia 1990(dts)                                   | Polska                                                  | 179                                                     | 2013                                                    | środkowa                                                |                                                         |
| 12                                                      | Małgorzata Kupisz                                       | 5 września 1974(dts)                                    | Polska                                                  | 170                                                     | 2012                                                    | rozgrywająca                                            |                                                         |
| 16                                                      | Izabela Panufnik                                        | 27 stycznia 1993(dts)                                   | Polska                                                  | 180                                                     | 2012                                                    | atakująca                                               |                                                         |
| 18                                                      | Marta Gurtowska                                         | 6 stycznia 1987(dts)                                    | Polska                                                  | 184                                                     | 2013                                                    | środkowa                                                |                                                         |

## Skład zespołu

### Zawodniczki
| Numer | Imię i nazwisko      | Data urodzenia           | Narodowość | Wzrost | W klubie od | Pozycja            |
| ----- | -------------------- | ------------------------ | ---------- | ------ | ----------- | ------------------ |
| 2     | Angelika Szostok     | 28 sierpnia 1995(dts)    | Polska     | 183    | 2015        | przyjmująca        |
| 3     | Natali Flaviani      | 8 października 1985(dts) | Argentyna  | 184    | 2015        | środkowa           |
| 4     | Pola Nowacka         | 4 maja 1996(dts)         | Polska     | 176    | 2015        | przyjmująca/libero |
| 5     | Anna Wądołkowska     | 9 maja 1996(dts)         | Polska     | 177    | 2013        | rozgrywająca       |
| 6     | Katarzyna Urbanowicz | 20 marca 1996(dts)       | Polska     | 181    | 2013        | środkowa           |
| 7     | Izabela Zackiewicz   | 13 lipca 1988(dts)       | Polska     | 180    | 2013        | przyjmująca        |
| 8     | Natalia Bielińska    | 8 sierpnia 1997(dts)     | Polska     | 177    | 2015        | przyjmująca        |
| 10    | Marta Ciesiulewicz   | 6 marca 1995(dts)        | Polska     | 183    | 2015        | przyjmująca        |
| 12    | Małgorzata Kupisz    | 5 września 1974(dts)     | Polska     | 170    | 2012        | rozgrywająca       |
| 13    | Dominika Makowska    | 16 sierpnia 1988(dts)    | Polska     | 188    | 2015        | przyjmująca/libero |
| 14    | Dominika Witowska    | 1 lutego 1995(dts)       | Polska     | 184    | 2015        | atakująca          |
| 16    | Izabela Panufnik     | 27 stycznia 1993(dts)    | Polska     | 180    | 2015        | przyjmująca        |
| 17    | Adrianna Lewandowska | 27 czerwca 1994(dts)     | Polska     | 187    | 2015        | środkowa           |

 – kapitan drużyny.

### Sztab szkoleniowy
| Funkcja          | Imię i nazwisko   |
| ---------------- | ----------------- |
| Trener           | Robert Kupisz     |
| Asystent trenera | Małgorzata Kupisz |